# Oden (Schiff)
Die Oden ‚Odin‘ ist ein schwedisches Forschungsschiff und Eisbrecher. Sie wurde 1989 in Dienst gestellt.

## Schiffbau
Die offizielle Kiellegung des in Sektionsbauweise erstellten Schiffes fand am 19. Oktober 1987 statt. Am 25. August 1988 wurde das Schiff auf den Namen Oden getauft und zwei Tage später zu Wasser gelassen. Die Oden war das letzte Schiff der Werft Arendal (Arendalsvarvet) in Göteborg, bevor die Produktion neuer Schiffe eingestellt wurde.

## Konstruktion

### Allgemein
Das Schiff unterscheidet sich von anderen Eisbrechern vor allem dadurch, dass es am Bug etwas breiter ist als am Heck. Beim Brechen von Eis spülen 12 Düsen am Bug große Mengen Wasser entlang der Rumpfoberfläche. Auf diese Weise wird der Rumpf geschmiert und Eisstücke weggespült. Dieses Spülsystem wird von zwei Kreiselpumpen betrieben, von denen jede eine Kapazität von 9000 m3/h hat. Die Oden hat keine vorgelagerten Schiffsschrauben, doch das Wasserspülsystem kann auch als Wasserstrahlantrieb eingesetzt werden.
Im Gegensatz zu den meisten staatseigenen schwedischen Eisbrechern hat die Oden keinen dieselelektrischen Antrieb, sondern vier reine Dieselmotoren. Alle vier Motoren des polnischen Herstellers Zaklady Urzadzen Technicznych „ZGODA“ S.A. sind in Lizenz von Sulzer hergestellt und haben acht Zylinder mit einer Leistung von je 4,5 MW. Dazu gibt es vier Hilfsmotoren mit je sechs Zylindern vom selben Fabrikat. Zusätzlich hat die Oden zwei Boiler zur Heißwasserbereitung.

### Ausrüstung
Der Wohnbereich hat eine hochwertige Ausstattung mit WC und Dusche in allen Kabinen. Die Offizierskabinen besitzen dazu separate Schlafräume. Weiter gehören zur Ausstattung ein Gymnastikraum, Saunen und eine medizinische Abteilung mit Apotheke. Ein System aus Containern liefert Platz für Labors, Büroräume und Vorratslager.
Da die Oden während des Baus als Kriegsschiff eingestuft war, erhielt sie vier Barbetten, die für 40-mm-Bofors-Geschütze gedacht waren. Mit diesen wurde sie nie bestückt. Außerdem war noch ein Schienensystem zum Minenlegen vorgesehen.

## Nutzung

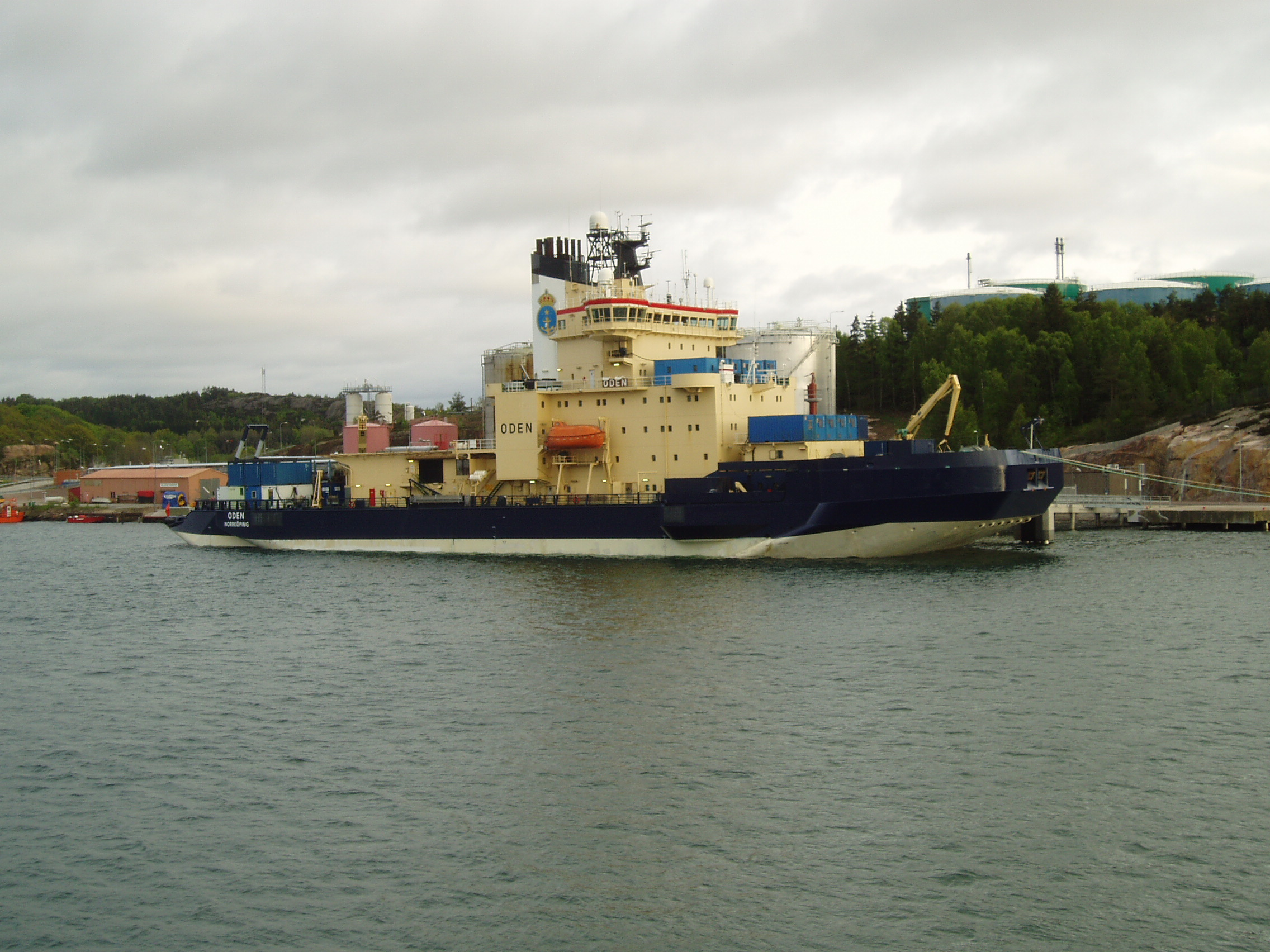
Die Oden wird bei Lysekil an der schwedischen Westküste vor der Polarexpedition 2007 beladen.

Anfänglich sollte die Oden im Winter im Bottenwiek als Eisbrecher und im Sommer als Forschungsschiff in der Arktis eingesetzt werden. Durch einen Vertrag zwischen der Behörde Sjöfartsverket und dem schwedischen Polarforschungssekretariat ist die Oden heute im Sommer und Winter als Forschungsschiff aktiv. Im Nordwinter arbeitet die Oden bei der US-amerikanischen Forschungsstation McMurdo in der Antarktis. Mit der Saison 2009/10 war sie vier Winter hintereinander an dieser Stelle eingesetzt. Durch die von der Oden offen gehaltenen Fahrrinne konnten amerikanische Schiffe mit Personal und Material die Station erreichen. Im Sommer 2007 wurde der Hubschrauberlandeplatz angehoben, so dass darunter Platz für weitere Forschungslabors und Kabinen entstand. 2012 unternahm sie mit einem dänischen Forschungsteam von Spitzbergen aus eine Forschungsfahrt an den Nordpol.
1991 nahm die Oden an einer internationalen Arktisexpedition teil. Zusammen mit dem deutschen Forschungsschiff Polarstern war sie am 6. September das erste Schiff mit konventionellem Antrieb, das den Nordpol erreichte. Vorher gab es nur Besuche durch Atom-U-Boote und die sowjetischen Atomeisbrecher.
Der Heimathafen der Oden ist Norrköping.